# Mia moglie è una strega
Pour plus de détails, voir Fiche technique et Distribution.
Mia moglie è una strega est une comédie fantastique et romantique italienne réalisé par Castellano et Pipolo et sorti en 1980.

## Synopsis
Rome, 1656. La sorcière Finnicella est condamnée au bûcher par le cardinal Emilio Altieri. Le démon Asmodeo, son amant, la ramène à la vie plus de 300 ans plus tard afin de se venger d'Emilio Altieri, un lointain descendant du prélat qui l'a incriminée : le plan est de le rendre amoureux d'elle et de le tuer ensuite. Après avoir retrouvé Emilio, Finnicella commence à lui faire la cour, mais il est fiancé à une autre femme, Tania, et bien que Finnicella utilise ses pouvoirs pour passer le plus de temps possible avec lui, allant même jusqu'à s'engager comme secrétaire, Emilio ne cesse de réaffirmer ses sentiments pour la femme qu'il est sur le point d'épouser. Lorsqu'Emilio congédie Finnicella pour se débarrasser d'elle, il cède à sa cour et ils s'embrassent passionnément, mais un coup de téléphone de Tania le ramène à la réalité. C'est à cette occasion que la belle sorcière se découvre amoureuse d'Emilio, mais Asmodeo lui rappelle son véritable but.
La femme joue involontairement sa dernière carte : se rendant au mariage d'Emilio, elle lui fait boire un philtre d'amour dans une coupe de champagne. Emilio fait semblant de boire, car il est abstinent, mais lorsque le moment du « oui » arrive, il laisse Tania surprise. Se présentant à Finnicella, il lui déclare ses sentiments, mais elle n'accorde aucune importance à ses paroles, pensant qu'il s'agit d'un effet du philtre. Mais Emilio lui explique que, étant abstinent, il a seulement fait semblant de boire le champagne. Finnicella comprend alors que ses sentiments pour elle sont sincères et, oubliant le pacte passé avec le diable, décide de vivre son histoire d'amour avec Altieri, surtout lorsqu'ils découvrent que Tania, qui s'est évanouie après avoir été abandonnée devant l'autel, a bu le philtre d'amour destiné à Emilio et s'est immédiatement remariée avec son ex-mari, Roberto.
Quelque temps plus tard, Emilio et Finnicella, désormais amoureux l'un de l'autre, décident de se marier à Paris. Lors de leur lune de miel, elle lui révèle qu'elle est une sorcière et l'emmène faire un tour panoramique de la capitale française sur un balai volant. Mais au plus beau moment, Asmodée surgit et rappelle à Finnicella qu'elle doit respecter le pacte qu'ils ont conclu et qui est d'ailleurs la raison pour laquelle elle a été ramenée à la vie. Finnicella tente de l'en dissuader, expliquant qu'elle est désormais amoureuse et qu'elle n'a plus l'intention de se venger, mais Asmodée ne l'écoute pas et la tue d'un coup de pistolet, rejetant la faute sur Emilio.
Emilio est donc arrêté et condamné à mort. Finnicella, sous la forme d'un fantôme, parvient à le voir avant sa condamnation et demande la clémence d'Asmodeo, qui lui répond qu'il ne graciera les deux amants que si la sorcière parvient à lui faire perdre la tête pour elle. Profitant du jeu de mots, Finnicella tend un piège à Asmodeo en le décapitant avec une guillotine et en le forçant à la ramener à la vie et à faire libérer son mari.
Dix ans plus tard, Emilio et Finnicella vivent ensemble à Rome et ont trois enfants. Emilio a également appris à utiliser les pouvoirs de sa femme-sorcière.

## Fiche technique
- Titre original italien : Mia moglie è una strega[1]
- Réalisateur : Castellano et Pipolo
- Scénario : Castellano et Pipolo, Franco Marotta, Laura Toscano
- Photographie : Alfio Contini
- Montage : Antonio Siciliano (it)
- Musique : Detto Mariano
- Décors : Bruno Amalfitano (it)
- Production : Mario et Vittorio Cecchi Gori
- Sociétés de production : Capital Film
- Pays de production :  Italie
- Langues originales : italien
- Format : Couleur - Son mono - 35 mm
- Durée : 85 minutes
- Genre : comédie fantastique et romantique
- Dates de sortie :
  - Italie : 1er décembre 1980

## Distribution
- Renato Pozzetto : Emilio Altieri ; Cardinal Emilio Altieri
- Eleonora Giorgi : sorcière Finnicella
- Helmut Berger : Asmodeo
- Lia Tanzi Tania Grisanti
- Enrico Papa Roberto
- Dino Cassio : commissaire de police français
- Fulvio Mingozzi : collaborateur d'Emilio
- Sandro Ghiani : collaborateur d'Emilio
- Renzo Rinaldi : collaborateur d'Emilio
- Rita Calderoni : secrétaire d'Emilio
- Nazzareno Natale : chauffeur de taxi
- Jimmy il Fenomeno : serveur
- Franca Scagnetti : femme de chambre
- Nando Paone : mécanicien
- Geoffrey Copleston : homme collectionnant les cartes d'invitation
- John Stacy : concierge de l'hôtel à Paris
- Shôko Nakahara : sorcière Balzarina

## Production
Le tournage du film a commencé le 19 mai 1980,. Bien qu'il ait souvent été décrit comme un remake de Ma femme est une sorcière (1942) de René Clair, cette hypothèse a été démentie par Castellano et Pipolo, qui ont déclaré que le film n'était pas un « remake, une revisitation ou un plagiat », mais qu'il s'agissait plutôt d'une tentative de réaliser un opéra fantastique dans le style américain de Mary Poppins (1964) ou d'Un amour de Coccinelle (1968). Le film a coûté environ 800 millions de lires.

### Lieux de tournage
Le film a été tourné à Rome ; les principaux lieux de tournage sont les suivants :
- le Château Saint-Ange, pour les premières scènes entre le cardinal Altieri et Finnicella ;
- l'ambassade du Brésil sur la Piazza Navona ;
- la Piazza di Spagna ;
- le long du Corso del Rinascimento, pour l'extérieur du bureau d'Emilio ;
- le Villino Crespi, pour les intérieurs du bureau d'Emilio ;
- Casina Valadier sur la Piazza Bucarest, pour l'extérieur de la villa du mariage ;
- l'hôtel The Westin Excelsior, pour les intérieurs de la villa de mariage et de l'hôtel à Paris ;
- la prison San Michele, où Emilio a été emprisonné.

## Exploitation
Le film a été distribué dans les cinémas italiens par Cineriz à partir du 1er décembre 1980. Il a rapporté un total de 1 835 662 000 lires dans le pays. Il est le septième film le plus populaire de l'année en Italie.